# ライト谷
ライト谷（ライトだに、英: Wright Valley）は、マクマード湾西側の南極横断山脈にある3つの大きなドライバレーのうち、中央に位置する。ライト谷には南極最大の川であるオニキス川、その源流にあたるブラウンワース湖、オニキス川が流れ込んでいるバンダ湖がある。この谷の南西枝部（サウスフォーク）にはドンフアン池がある。谷の西端部高地はラビリンスという名称で知られている。スコットのテラノバ遠征隊のメンバーであるチャールズ・ライトにちなんで名付けられた。 
相互に接続している谷系の一部はスコットによる1903年の探検の際に発見されていたが、このライト谷が中央にあるということは1947年になって一帯の航空写真が撮られてから判明した。1960年代中頃まで、この谷が東南極氷床のすぐ隣に位置しているのに、少なくとも数千年間にわたり氷が存在しないという逆説的事実に科学者達は強い興味を持っていた。さらに、バンダ湖（夏場の溶融水がオニキス川を経由して流入する）は、年間通じて厚みがおよそ3メートルの氷によって覆われているのに、深度65メートルではその実測温度が摂氏25度であることなど調査が必要なことばかりだった。 
夏場に訪れる研究者の増加と、冬場における観測記録も明らかに必要であることから、ニュージーランドと米国国立科学財団 (National Science Foundation) はこの谷に恒久的施設を持つ計画を立てた。1968年にはニュージーランドがバンダ湖の東端部にバンダ基地を建設した（1995年に廃止）。

## 参照
1. ↑  Harrowfield, David L., 2005: Vanda Station, History of an Antarctic Outpost. New Zealand Antarctic Society.
2. ↑  McKelvey, B. C., and P. N. Webb, 1962: "Geological investigations in southern Victoria Land, Antarctica, 3, Geology of the Wright Valley." New Zealand Journal of Geology and Geophys. 5, 143-162.
3. ↑  Ragotzkie, R. A., and G. Likens, 1964: "The heat balance of two Antarctic lakes." Limnology and Oceanography 9, 412-425 (abstract available online here)